# Kay Lenz
Kay Lenz (Los Angeles, 4 marzo 1953) è un'attrice statunitense.

## Biografia
Kay Lenz iniziò a lavorare come attrice bambina, e apparve nella serie televisiva statunitense The Andy Griffith Show (con il nome d'arte Kay Ann Kemper). Fece una breve apparizione nel film American Graffiti (1973) come una delle ragazze al ballo. Sempre nello stesso anno fu protagonista del film romantico Breezy, diretto da Clint Eastwood, e interpretato accanto a William Holden.
Nel 1975 ebbe il ruolo di protagonista nel film Violenza sull'autostrada, prima di lavorare nella miniserie Il ricco e il povero (1976), per il quale ebbe una candidatura al premio Emmy Award. Riprese il medesimo ruolo per il sequel, Rich Man, Poor Man libro II (1977), e lavorò in altre celebri serie televisive, come Ironside, Difesa a oltranza, Le strade di San Francisco, Uno sceriffo a New York, Gunsmoke, Alla conquista del West, MacGyver, Uno sceriffo a New York, Cannon, Magnum, P.I., New York New York, I ragazzi del computer, La signora in giallo, Riptide, Baby Sitter, Simon & Simon, Il tocco di un angelo, JAG - Avvocati in divisa, Dr. House - Medical Division, The Closer, Southland, CSI: Scena del crimine. 
Nel 1984 apparve nel video musicale di Infatuation, cantata da Rod Stewart.

## Vita privata
È stata la moglie del cantante e attore David Cassidy dal 1977 al 1982.

## Filmografia

### Cinema
- The Weekend Nun, regia di Jeannot Szwarc (1972) - Film TV
- American Graffiti, regia di George Lucas (1973)
- Breezy, regia di Clint Eastwood (1973)
- Lisa, Bright and Dark, regia di Jeannot Szwarc (1973) - Film TV
- L'estate in cui i ragazzi non c'erano (A Summer Without Boys) (1973) - Film TV
- The One (1974) - Film TV
- Unwed Father, regia di Jeremy Kagan (1974) - Film TV
- The Underground Man, regia di Paul Wendkos (1974) - Film TV
- The F.B.I. Story: The FBI Versus Alvin Karpis, Public Enemy Number One, regia di Marvin J. Chomsky (1974) - Film TV
- Journey from Darkness, regia di James Goldstone (1975) - Film TV
- Violenza sull'autostrada (White Line Fever), regia di Jonathan Kaplan (1975)
- Il grande scout (The Great Scout & Cathouse Thursday), regia di Don Taylor (1976)
- La polizia li vuole morti (Moving Violation), regia di Charles S. Dubin (1976)
- The Initiation of Sarah, regia di Robert Day (1978) - Film TV
- Arizona campo 4 (Mean Dog Blues), regia di Mel Stuart (1978)
- Casablanca passage (The Passage), regia di J. Lee Thompson (1979)
- Il grembo di Sarah Burns (The Seeding of Sarah Burns), regia di Sandor Stern (1979) - Film TV
- Il santuario della paura (Sanctuary of Fear), regia di John Llewellyn Moxey (1979) - Film TV
- Escape, regia di Robert Michael Lewis (1980) - Film TV
- The Hustler of Muscle Beach, regia di Jonathan Kaplan (1980) - Film TV
- Il lago dei cigni (Sekai meisaku dôwa: Hakuchô no mizûmi), regia di Kimio Yabuki (1981) - voce
- Fast-Walking, regia di James B. Harris (1982)
- Trial by Terror - Notte di terrore (Trial by Terror), regia di Hildy Brooks (1983)
- Prisoners of the Lost Universe, regia di Terry Marcel (1983)
- Chi è sepolto in quella casa? (House), regia di Steve Miner (1986) - Film TV
- Stripped to Kill, regia di Katt Shea (1987)
- Il giustiziere della notte 4 (Death Wish 4: The Crackdown), regia di J. Lee Thompson (1987)
- Weekend di terrore (Fear), regia di Robert A. Ferretti (1988)
- Il cacciatore di teste (Headhunter), regia di Francis Schaeffer (1989)
- Il corpo del reato (Physical Evidence), regia di Michael Crichton (1989)
- Un testimone sospetto (Murder by Night), regia di Paul Lynch (1989) - Film TV
- Streets, regia di Katt Shea (1990)
- Operazione Fenice (Hitler's Daughter), regia di James A. Contner (1990) - Film TV
- Shakespeare's Plan 12 from Outer Space, regia di Charles Montgomery (1991)
- Sulla strada del mito (Falling from Grace), regia di John Mellencamp (1992)
- Il carcere dell'ingiustizia (Against Their Will: Women in Prison), regia di Karen Arthur (1994) - Film TV
- Intrappolati nello spazio (Trapped in Space), regia di Arthur Allan Seidelman (1995) - Film TV
- Shame II: The Secret, regia di Dan Lerner (1995) - Film TV
- Gunfighter's Moon, regia di Larry Ferguson (1997)
- I viaggi del cuore (Journey of the Heart), regia di Karen Arthur (1997) - Film TV
- A Gun, a Car, a Blonde, regia di Stefani Ames (1997)
- The Adventures of Ragtime, regia di William Byron Hillman (1998)
- Marry Me or Die, regia di Bob Hoge (1998)
- Southside, regia di Billy Hayes (2003)

### Televisione
- The Monroes – serie TV, 1 episodio (1967)
- The Andy Griffith Show – serie TV, 1 episodio (1967)
- Ironside – serie TV, 1 episodio (1972)
- Difesa a oltranza (Owen Marshall, Counselor at Law) – serie TV, 1 episodio (1973)
- Le strade di San Francisco (The Streets of San Francisco) – serie TV, 1 episodio (1973)
- Love Story – serie TV, 1 episodio (1974)
- Gunsmoke – serie TV, 1 episodio (1974)
- Medical Center – serie TV, 1 episodio (1974)
- Kodiak – serie TV, 1 episodio (1974)
- Uno sceriffo a New York (McCloud) – serie TV, 1 episodio (1974)
- Nakia – serie TV, 1 episodio  (1974)
- Cannon – serie TV, 1 episodio (1974)
- The ABC Afternoon Playbreak – serie TV, 1 episodio (1974)
- Petrocelli – serie TV, 1 episodio (1975)
- Jigsaw John – serie TV, 1 episodio (1976)
- Il ricco e il povero (Rich Man, Poor Man) – serie TV, 11 episodi (1976-1977)
- Alla conquista del West (How the West Was Won) – serie TV, 1 episodio (1978)
- Insight – serie TV, 1 episodio (1982)
- Scene of the Crime – serie TV, episodio (1984)
- I ragazzi del computer (Whiz Kids) – serie TV, 1 episodio (1984)
- Hill Street giorno e notte (Hill Street Blues) – serie TV, 1 episodio (1984)
- Magnum, P.I. – serie TV, 1 episodio (1984)
- New York New York (Cagney & Lacey) – serie TV, 1 episodio (1984)
- Professione pericolo (The Fall Guy) – serie TV, 2 episodi (1984)
- Matt Houston – serie TV, 1 episodio (1984)
- Detective per amore (Finder of Lost Loves) – serie TV, 1 episodio (1985)
- La signora in giallo (Murder, She Wrote) – serie TV, episodio 1x19 (1985)
- MacGyver – serie TV, 1 episodio (1985)
- Riptide – serie TV, 1 episodio (1985)
- Hunter – serie TV, 1 episodio (1986)
- Heart of the City – serie TV, 1 episodio (1986)
- Mr. Belvedere – serie TV, 1 episodio (1987)
- CBS Summer Playhouse – serie TV, 1 episodio (1987)
- Moonlighting – serie TV, 1 episodio (1987)
- Hotel – serie TV, 2 episodi (1984-1987)
- Baby Sitter – serie TV, 1 episodio (1987)
- Houston Knights – serie TV, 1 episodio (1987)
- Simon & Simon – serie TV, 4 episodi (1984-1988)
- Hardball – serie TV, 1 episodio (1989)
- ABC Afterschool Specials – serie TV, 1 episodio (1989)
- Midnight Caller – serie TV, 3 episodi (1988-1989)
- Ragionevoli dubbi (Reasonable Doubts) – serie TV, 32 episodi (1991-1993)
- Lois & Clark - Le nuove avventure di Superman (Lois & Clark: The New Adventures of Superman) – serie TV, 1 episodio (1995)
- The Tick – serie TV, 18 episodi (1994-1997)
- Il tocco di un angelo (Touched by an Angel) – serie TV, 1 episodio (1996)
- I magnifici sette (The Magnificent Seven) – serie TV, 1 episodio (2000)
- E.R. - Medici in prima linea (ER) – serie TV, 1 episodio (2000)
- Cover Me: Based on the True Life of an FBI Family – serie TV, 1 episodio (2000)
- Ancora una volta (Once and Again) – serie TV, 1 episodio (2001)
- Law & Order - Unità vittime speciali (Law & Order: Special Victims Unit) – serie TV, 1 episodio (2002)
- The Agency – serie TV, 1 episodio (2003)
- JAG - Avvocati in divisa (JAG) – serie TV, 1 episodio (2003)
- Heartland – serie TV, 1 episodio (2007)
- Dr. House - Medical Division – serie TV, 1 episodio (2007)
- NCIS - Unità anticrimine (NCIS) – serie TV, episodio 6x11 (2008)
- Cold case - Delitti irrisolti (Cold Case) – serie TV, 1 episodio (2009)
- The Closer – serie TV, 1 episodio (2010)
- Southland – serie TV, 1 episodio (2011)
- CSI: Scena del crimine (CSI: Crime Scene Investigation) – serie TV, 1 episodio (2013)

## Candidature
- Nel 1974 ai Golden Globe per il film Breezy,come migliore attrice debuttante.
- Nel 1976 ai Primetime Emmy Award per la miniserie Il ricco e il povero,come miglior attrice non protagonista in una serie commedia/drammatica.
- Nel 1987 ai Academy of Science Fiction, Fantasy & Horror Films, USA per il film Chi è sepolto in quella casa? come miglior attrice non protagonista.
- Nel 1990 ai Primetime Emmy Award per la serie TV Midnight Caller,come miglior attrice protagonista in una serie drammatica.
- Nel 1992 ai Primetime Emmy Award per la serie TV Ragionevoli dubbi,come miglior attrice non protagonista in una serie drammatica.
- Nel 1993 ai Primetime Emmy Award per la serie TV Ragionevoli dubbi,come miglior attrice non protagonista in una serie drammatica.
- Nel 1993 ai Viewers for Quality Television Awards per la serie TV Ragionevoli dubbi,come miglior attrice non protagonista in una serie drammatica.
- Nel 1995 ai CableACE Awards per la miniserie Shame II: The Secret,come miglior attrice non protagonista in una miniserie.

## Riconoscimenti
- Nel 1975 ai Daytime Emmy Awards per il film TV The ABC Afternoon Playbreak,come attrice protagonista in un film drammatico.
- Nel 1989 ai Primetime Emmy Award per la serie TV Midnight Caller,come miglior attrice non protagonista in una serie drammatica.
- Nel 1993 ai Viewers for Quality Television Awards per la serie TV Ragionevoli dubbi,come miglior attrice non protagonista in una serie drammatica.